# Kim Hye-seong
Kim Hye-seong, traslitterato anche Kim Hye-sung, (hangŭl: 김혜성; romanizzazione: Gim Hye-seong; McCune-Reischauer: Kim Hyesŏng; 14 gennaio 1988), è un attore e modello sudcoreano.

## Filmografia
- Jeni, Juno (2005)
- Pongryeok-sseokeul (2006)
- Geochim-eobs-i high kick! (2006-2007) Serie TV
- Sonyeon, sonyeon-eul mannada (2008) Cortometraggio
- Baramui Nara (2008-2009) Serie TV
- Jibung tturko high kick!, nell'episodio 1 (2009)
- Kamjabyeol 2013QR3, nell'episodio 100 (2014)
- Pohwa sogeuro (2010)
- Geulreobeu (2011)
- Twemasa (2015)